# Western Province (Papua-Neuguinea)
Western oder Fly River ist der Name einer der 21 Provinzen von Papua-Neuguinea. Die an der Westgrenze des Landes zu Indonesien gelegene Provinz 
ist etwa 99.600 km² groß und zählt rund 153.000 Einwohner. Damit ist die Western-Province die größte und am dünnsten besiedelte des Landes. Hauptstadt ist Daru mit 12.879 Einwohnern im Jahr 2000. 
Sie liegt auf der gleichnamigen Insel an der Mündung des Fly Rivers.

## Geographie

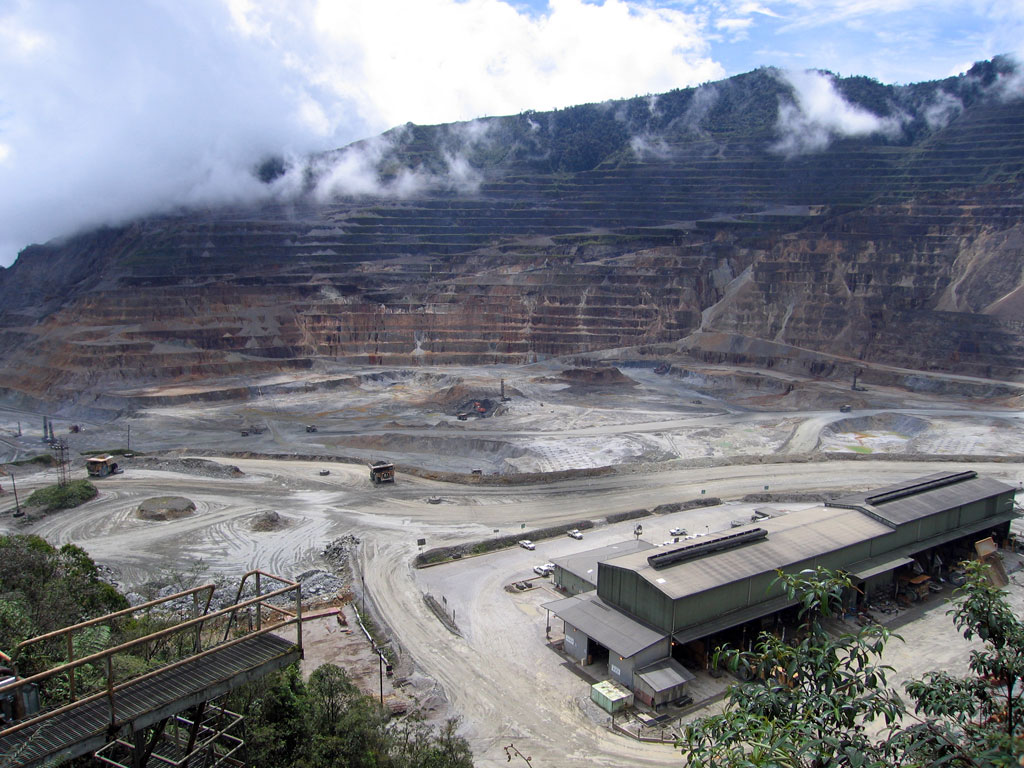
Ok-Tedi-Mine

Die Provinzen Gulf und Southern Highlands formen die Grenze im Osten und Sandaun im Norden der Westprovinz. Die indonesische Provinzen Papua Selatan und Papua Pegunungan liegen im Westen. Die Lage an der Grenze zum Nachbarland Indonesien ist zeitweise etwas gespannt. Im Süden bildet die Torres Strait eine natürliche Grenze.
Die Provinz wird durch den Fly River beherrscht, einen Strom, der an seiner Mündung 80 km breit ist. Wegen des Fly wurde auch die Grenze zu Indonesien geändert, die sonst entlang des 141. Längengrad verläuft, sich aber hier dem Stromverlauf anpasst: auf einer Nord-Süd-Distanz von ca. 65 km erstreckt sich der Fluss Fly in Schleifen bis zu knapp 20 Kilometer gen Westen und bildet damit vor dem 141. Längengrad das westlichste Areal von Papua-Neuguinea. Das weite Grasland wird häufig von Hochwasser überschwemmt. Der Großteil der Provinz ist Tiefland, Sumpf und tropischer Regenwald.
Im Norden gibt es eine von Kalksteinhöhlen durchzogene Hochebene, im Nordwesten die Bergketten des Hindenburg- und Müller-Range. Die Provinz ist wirtschaftlich unbedeutend geblieben, obwohl vor kurzem große Kupfer- und auch Gold-Vorkommen entdeckt wurden. Der Straßenbau ist schwierig, weshalb der Verkehr hauptsächlich auf Wasserwegen und per Flugzeug abläuft.
In der Western-Provinz liegt der größte See des Landes, der Lake Murray, Heimat vieler Krokodile. Krokodilhäute waren neben Perlen auch einer der wichtigsten Handelsartikel der Hauptstadt Daru, die auf einer Insel vor der Küste liegt. Heute wird in der kleinen Hafenstadt vor allem Fisch verarbeitet.

## Bevölkerung
Im Hochplateau leben die Tugeri, die früher Kopfjäger waren und die Sitte gehabt haben sollen, für jedes neu geborene Baby in ihrem Stamm einen Erwachsenen zu töten. An der Küste leben die Seefahrerstämme der Kiwai und Gogodala.

## Distrikte und LLGs

Karte der Provinz Western

Die Provinz Western ist in drei Distrikte unterteilt. Jeder Distrikt besteht aus einem oder mehreren „Gebieten auf lokaler  Verwaltungsebene“, Local Level Government (LLG) Areas, die in Rural (ländliche) oder Urban (städtische) LLGs unterschieden werden.
| Distrikt            | Verwaltungszentrum | Bezeichnung der LLG-Gebiete |
| ------------------- | ------------------ | --------------------------- |
| Middle Fly District | Balimo             | Balimo Urban                |
| Middle Fly District | Balimo             | Bamu Rural                  |
| Middle Fly District | Balimo             | Gogodala Rural              |
| Middle Fly District | Balimo             | Lake Murray Rural           |
| Middle Fly District | Balimo             | Nomad Rural                 |
| North Fly District  | Kiunga             | Kiunga Rural                |
| North Fly District  | Kiunga             | Kiunga Urban                |
| North Fly District  | Kiunga             | Ningerum Rural              |
| North Fly District  | Kiunga             | Olsobip Rural               |
| North Fly District  | Kiunga             | Star Mountains Rural        |
| South Fly District  | Daru               | Daru Urban                  |
| South Fly District  | Daru               | Kiwai Rural                 |
| South Fly District  | Daru               | Morehead Rural              |
| South Fly District  | Daru               | Oriomo-Bituri Rural         |